# Championnat du Pérou de football 1974
Navigation
Saison précédente Saison suivante
La saison 1974 du Championnat du Pérou de football est la quarante-sixième édition du championnat de première division au Pérou. La compétition regroupe les vingt-deux meilleures équipes du pays au sein d'une poule unique où elles s'affrontent deux fois au cours de la saison. Les six premiers se qualifient pour la Liguilla tandis que quatre équipes sont reléguées : la dernière du classement et la moins bonne équipe des provinces de Lima, Callao et Arequipa, car ces trois provinces ont plus d'une équipe en Primera Division. De plus, il n'y a pas de promotion pour permettre le passage du championnat de 22 à 18 équipes.
C'est l'Universitario de Deportes qui remporte la compétition après avoir terminé en tête de la Liguilla, avec six points d'avance sur l'Unión Huaral et onze sur le tenant du titre, Defensor Lima. C'est le 15e titre de champion du Pérou de l'histoire du club, qui devient à cet instant le plus titré de l'histoire du championnat.

## Les clubs participants
| - Alianza Lima - Sport Boys - Atlético Chalaco - Universitario de Deportes - Carlos A. Mannucci - Promu via la Copa Perú - Deportivo Municipal - Juan Aurich - FBC Melgar - Alfonso Ugarte - Promu via la Copa Perú - Atlético Barrio Frigorífico - Promu via la Copa Perú - Deportivo Junin - Promu via la Copa Perú | - Atlético Grau - Cienciano del Cusco - Sporting Cristal - FBC Piérola - Promu via la Copa Perú - Defensor Lima - Unión Tumán - León de Huánuco - Union Huaral - Promu via la Copa Perú - Colegio Nacional de Iquitos - Walter Ormeño - Promu via la Copa Perú - Union Pesquero - Promu via la Copa Perú |

## Compétition
Le barème utilisé pour établir les différents classements est le suivant :
- Victoire : 2 points
- Match nul : 1 point
- Défaite, forfait ou abandon : 0 point

### Tournoi décentralisé
| Rang | Équipe                          | Pts | J  | G  | N  | P  | Bp | Bc | Diff |
| ---- | ------------------------------- | --- | -- | -- | -- | -- | -- | -- | ---- |
| 1    | Universitario de Deportes       | 65  | 42 | 25 | 15 | 2  | 96 | 41 | +55  |
| 2    | Unión Huaral (P)                | 62  | 42 | 25 | 12 | 5  | 76 | 37 | +39  |
| 3    | Defensor Lima (T)               | 56  | 42 | 21 | 14 | 7  | 77 | 37 | +40  |
| 4    | Alianza Lima                    | 52  | 42 | 21 | 10 | 11 | 75 | 43 | +32  |
| 5    | Unión Tumán                     | 52  | 42 | 20 | 12 | 10 | 63 | 43 | +20  |
| 6    | Colegio Nacional de Iquitos     | 51  | 42 | 17 | 17 | 8  | 67 | 49 | +18  |
| 7    | Sporting Cristal                | 50  | 42 | 19 | 12 | 11 | 74 | 60 | +14  |
| 8    | Atlético Chalaco                | 48  | 42 | 17 | 14 | 11 | 57 | 43 | +14  |
| 9    | Juan Aurich                     | 46  | 42 | 16 | 14 | 12 | 68 | 55 | +13  |
| 10   | Cienciano del Cusco             | 45  | 42 | 16 | 13 | 13 | 63 | 49 | +14  |
| 11   | Alfonso Ugarte (P)              | 42  | 42 | 13 | 16 | 13 | 72 | 60 | +12  |
| 12   | FBC Melgar                      | 41  | 42 | 14 | 13 | 15 | 48 | 47 | +1   |
| 13   | Deportivo Municipal             | 40  | 42 | 15 | 10 | 17 | 56 | 65 | -9   |
| 14   | León de Huánuco                 | 39  | 42 | 14 | 11 | 17 | 48 | 68 | -20  |
| 15   | Atlético Grau                   | 38  | 42 | 12 | 14 | 16 | 69 | 78 | -9   |
| 16   | Sport Boys                      | 35  | 42 | 9  | 17 | 16 | 50 | 59 | -9   |
| 17   | Walter Ormeño (P)               | 31  | 42 | 10 | 11 | 21 | 41 | 65 | -24  |
| 18   | Deportivo Junín (P)             | 31  | 42 | 10 | 11 | 21 | 53 | 79 | -26  |
| 19   | FBC Piérola (P)                 | 30  | 42 | 9  | 12 | 21 | 45 | 77 | -32  |
| 20   | Atlético Barrio Frigorífico (P) | 24  | 42 | 6  | 12 | 24 | 33 | 78 | -45  |
| 21   | Carlos A. Mannucci (P)          | 24  | 42 | 8  | 8  | 26 | 50 | 96 | -46  |
| 22   | Unión Pesquero (P)              | 22  | 42 | 4  | 14 | 24 | 27 | 79 | -52  |

|  | Qualification pour la Liguilla                                                             |
|  | Relégation en Segunda Division                                                             |
|  | (T) : Tenant du titre (P) : Promu de Segunda Division En italique : Formations de province |

### Liguilla
| Rang | Équipe                      | Pts | J  | G  | N  | P  | Bp  | Bc | Diff |
| ---- | --------------------------- | --- | -- | -- | -- | -- | --- | -- | ---- |
| 1    | Universitario de Deportes   | 71  | 47 | 28 | 15 | 4  | 101 | 46 | +55  |
| 2    | Unión Huaral (P)            | 65  | 47 | 26 | 13 | 8  | 83  | 46 | +37  |
| 3    | Defensor Lima (T)           | 60  | 47 | 23 | 14 | 10 | 88  | 47 | +41  |
| 4    | Alianza Lima                | 59  | 47 | 24 | 11 | 12 | 87  | 52 | +35  |
| 5    | Unión Tumán                 | 57  | 47 | 22 | 13 | 12 | 72  | 51 | +21  |
| 6    | Colegio Nacional de Iquitos | 56  | 47 | 19 | 18 | 10 | 76  | 61 | +15  |

|  | Qualification pour la Copa Libertadores 1975                                               |
|  | (T) : Tenant du titre (P) : Promu de Segunda Division En italique : Formations de province |

## Bilan de la saison
| Championnat du Pérou de football 1974 |                                       |
| Champion                              | Universitario de Deportes (15e titre) |
| Qualifications continentales          |                                       |
| Copa Libertadores 1975                | Universitario de Deportes             |
| Copa Libertadores 1975                | Union Huaral                          |
| Promotions et relégations             |                                       |
| Promus en Primera División            | Aucun (passage de 22 à 18 clubs)      |
| Relégués en Segunda División          | Walter Ormeño                         |
| Relégués en Segunda División          | FBC Piérola                           |
| Relégués en Segunda División          | Atlético Barrio Frigorífico           |
| Relégués en Segunda División          | Union Pesquero                        |